# Grand Prix automobile de Pocono
Le Grand Prix automobile de Pocono (ABC Supply 500) est une épreuve de course automobile disputée sur le Pocono Raceway à Long Pond en Pennsylvanie, aux États-Unis, dans le cadre du Championnat IndyCar de 1971 à 1989 puis de 2013 à 2019.

## Histoire
Jugée trop dangereuse, l'épreuve disparait du calendrier de l'Indycar à partir de la saison 2020,.

## Palmarès
| Saison                         | Date         | Pilote             | Écurie                      | Châssis      | Moteur          | Distance    | Distance    | Temps           | Vitesse moyenne (km/h) | Résumé      |             |             |
| Saison                         | Date         | Pilote             | Écurie                      | Châssis      | Moteur          | Tours       | km          | Temps           | Vitesse moyenne (km/h) | Résumé      |             |             |
| USAC Championship Car          |              |                    |                             |              |                 |             |             |                 |                        |             |             |             |
| 1971                           | 3 juillet    | Mark Donohue       | Penske Racing               | McLaren      | Offy            | 200         | 805         | 3 h 36 min 22 s | 223,134                | Résumé      |             |             |
| 1972                           | 29 juillet   | Joe Leonard        | Vel's Parnelli Jones Racing | Parnelli     | Offy            | 200         | 805         | 3 h 13 min 49 s | 249,096                | Résumé      |             |             |
| 1973                           | 1er juillet  | A. J. Foyt         | A. J. Foyt Enterprises      | Coyote       | Foyt            | 200         | 805         | 3 h 26 min 58 s | 233,271                | Résumé      |             |             |
| 1974                           | 30 juin      | Johnny Rutherford  | Bruce McLaren Motor Racing  | McLaren      | Offy            | 200         | 805         | 3 h 11 min 27 s | 252,186                | Résumé      |             |             |
| 1975                           | 29 juin      | A. J. Foyt         | A. J. Foyt Enterprises      | Coyote       | Foyt            | 170*        | 684         | 3 h 01 min 13 s | 226,454                | Résumé      |             |             |
| 1976                           | 27 juin      | Al Unser           | Vel's Parnelli Jones Racing | Parnelli     | Cosworth        | 200         | 805         | 3 h 28 min 53 s | 231,137                | Résumé      |             |             |
| 1977                           | 26 juin      | Tom Sneva          | Penske Racing               | McLaren      | Cosworth        | 200         | 805         | 3 h 17 min 12 s | 246,119                | Résumé      |             |             |
| 1978                           | 25 juin      | Al Unser           | Chaparral Cars              | Chaparral    | Cosworth        | 200         | 805         | 3 h 30 min 53 s | 228,947                | Résumé      |             |             |
| 1979                           | 24 juin      | A. J. Foyt         | A. J. Foyt Enterprises      | Parnelli     | Cosworth        | 200         | 805         | 3 h 42 min 14 s | 217,253                | Résumé      |             |             |
| 1980                           | 22 juin      | Bobby Unser        | Penske Racing               | Penske       | Cosworth        | 200         | 805         | 3 h 18 min 04 s | 243,742                | Résumé      |             |             |
| 1981–1982                      | 14 juin 1981 | A. J. Foyt         | A. J. Foyt Enterprises      | March        | Cosworth        | 122*        | 491         | 2 h 13 min 23 s | 220,796                | Résumé      |             |             |
| CART PPG Indy Car World Series |              |                    |                             |              |                 |             |             |                 |                        |             |             |             |
| 1982                           | 15 août      | Rick Mears         | Penske Racing               | Penske       | Cosworth        | 200         | 805         | 3 h 25 min 39 s | 234,769                | Résumé      |             |             |
| 1983                           | 14 août      | Teo Fabi           | Forsythe Racing             | March        | Cosworth        | 200         | 805         | 3 h 42 min 28 s | 217,023                | Résumé      |             |             |
| 1984                           | 19 août      | Danny Sullivan     | Doug Shierson Racing        | Lola         | Cosworth        | 200         | 805         | 3 h 38 min 29 s | 220,968                | Résumé      |             |             |
| 1985                           | 18 août      | Rick Mears         | Penske Racing               | March        | Cosworth        | 200         | 805         | 3 h 17 min 47 s | 244,099                | Résumé      |             |             |
| 1986                           | 17 août      | Mario Andretti     | Newman/Haas Racing          | Lola         | Cosworth        | 200         | 805         | 3 h 17 min 13 s | 244,791                | Résumé      |             |             |
| 1987                           | 16 août      | Rick Mears         | Penske Racing               | March        | Chevrolet-Ilmor | 200         | 805         | 3 h 11 min 50 s | 251,658                | Résumé      |             |             |
| 1988                           | 21 août      | Bobby Rahal        | Truesports                  | Lola         | Judd            | 200         | 805         | 3 h 44 min 21 s | 215,190                | Résumé      |             |             |
| 1989                           | 20 août      | Danny Sullivan     | Penske Racing               | Penske       | Chevrolet-Ilmor | 200         | 805         | 2 h 55 min 43 s | 274,75                 | Résumé      |             |             |
| 1990 – 2012                    | Non disputé  | Non disputé        | Non disputé                 | Non disputé  | Non disputé     | Non disputé | Non disputé | Non disputé     | Non disputé            | Non disputé | Non disputé | Non disputé |
| Verizon IndyCar Series         |              |                    |                             |              |                 |             |             |                 |                        |             |             |             |
| 2013                           | 7 juillet    | Scott Dixon        | Chip Ganassi Racing         | Dallara DW12 | Honda           | 160         | 644         | 2 h 04 min 26 s | 310,385                | Résumé      |             |             |
| 2014                           | 6 juillet    | Juan Pablo Montoya | Team Penske                 | Dallara DW12 | Chevrolet       | 200         | 805         | 2 h 28 min 13 s | 325,734                | Résumé      |             |             |
| 2015                           | 23 août      | Ryan Hunter-Reay   | Andretti Autosport          | Dallara DW12 | Honda           | 200         | 805         | 3 h 25 min 08 s | 235,359                | Résumé      |             |             |
| 2016                           | 22 août*     | Will Power         | Team Penske                 | Dallara DW12 | Chevrolet       | 200         | 805         | 2 h 46 min 29 s | 290,001                | Résumé      |             |             |
| 2017                           | 20 août      | Will Power         | Team Penske                 | Dallara DW12 | Chevrolet       | 200         | 805         | 2 h 43 min 17 s | 295,696                | Résumé      |             |             |
| 2018                           | 19 août      | Alexander Rossi    | Andretti Autosport          | Dallara DW12 | Honda           | 200         | 805         | 2 h 36 min 49 s | 307,874                | Résumé      |             |             |
| 2019                           | 18 août      | Will Power         | Team Penske                 | Dallara DW12 | Chevrolet       | 128         | 515         | 1 h 53 min 45 s | 271,611                | Résumé      |             |             |

- 1975, 1981 et 2019 : Course écourtée en raison de la pluie.
- 2016 : Course reportée en raison de la pluie.

### USAC Mini-Indy series
- 1979 : Ronn Gregg
- 1980 : Josele Garza

### Indy Lights
| Saison      | Date        | Pilote             | Châssis     | Moteur      | Distance    | Distance    | Temps       | Vitesse moyenne (km/h) |             |
| Saison      | Date        | Pilote             | Châssis     | Moteur      | Tours       | km          | Temps       | Vitesse moyenne (km/h) |             |
| 1986        | 16 août     | Jeff Andretti      | March       | Buick       | 40          | 161         | 40 min 52 s | 236,271                |             |
| 1987        | 16 août     | Tommy Byrne        | March       | Buick       | 40          | 161         | 35 min 34 s | 271,5                  |             |
| 1988        | 20 août     | Michael Greenfield | March       | Buick       | 40          | 161         | 45 min 45 s | 211,045                |             |
| 1989        | 20 août*    | Tommy Byrne        | March       | Buick       | 28          | 113         | 34 min 17 s | 197,164                |             |
| 1990 – 2012 | Non disputé | Non disputé        | Non disputé | Non disputé | Non disputé | Non disputé | Non disputé | Non disputé            | Non disputé |
| 2013        | 6 juillet   | Carlos Muñoz       | Dallara     | Infiniti    | 40          | 161         | 32 min 47 s | 294,426                |             |
| 2014        | 5 juillet   | Gabby Chaves       | Dallara     | Infiniti    | 40          | 161         | 36 min 53 s | 261,8                  |             |

- 1989 : Course reportée en raison de la pluie.